# Daniela Dejori
Daniela Dejori née le 1er août 2002 à Bressanone est une coureuse italienne du combiné nordique. 

## Biographie
Membre du club SC Gardena Raiffeisen, Dejori prend part à sa première compétition internationale en 2014 à Oberstdorf et obtient son premier podium à l'occasion de la Coupe OPA à Schonach en janvier 2018. L'hiver suivant, elle remporte le classement général de cette compétition et participe au premier champion du monde junior à Lahti, où elle finit sixième. Elle fait ensuite ses débuts au Grand Prix d'été (huitième du général) et dans la Coupe continentale (dixième du général).
En décembre 2020, elle prend part a la toute nouvelle Coupe du monde de combiné nordique pour les femmes, arrivant douzième de la première course, qui est disputée à Ramsau.

## Palmarès

### Championnats du monde
| Épreuve / Édition        | Individuel     | Individuel |
| Épreuve / Édition        | Petit tremplin |            |
| Mondiaux 2021 Oberstdorf | 7e             |            |

### Coupe du monde
- Meilleur résultat : 12e.

#### Différents classements en Coupe du monde
| Année     | Classement général final |
| 2020-2021 | 12e                      |
| 2021-2022 | 22e                      |
| 2022-2023 | 21e                      |

### Grand Prix
- Meilleur classement général : 8e en 2019.

### Championnats du monde junior
- Médaille de bronze par équipes en 2021 à Lahti.

### Coupe continentale
- Meilleur classement général : 10e en 2020.